# Chuck Parsons
Charles W. „Chuck” Parsons (ur. 6 lutego 1924 roku w Bruin, zm. 3 stycznia 1999 roku w Walnut) – amerykański kierowca wyścigowy.

## Kariera
Parsons rozpoczął karierę w międzynarodowych wyścigach samochodowych w 1966 roku od startów w Canadian-American Challenge Cup, gdzie raz stanął na podium. Z dorobkiem sześciu punktów uplasował się tam na ósmej pozycji w klasyfikacji generalnej. W późniejszych latach Amerykanin startował także w USAC National Championship, 24-godzinnym wyścigu Le Mans, 24-godzinnego wyścigu Daytona, US Formula A/F5000 Championship oraz w L & M F5000 Championship.